# Comuna Mătăsari, Gorj
Mătăsari este o comună în județul Gorj, Oltenia, România, formată din satele Brădet, Brădețel, Croici, Mătăsari (reședința) și Runcurel.

## Așezare geografică
Comuna Mătăsari e situat în partea de nord-est a Olteniei, zona vestică a Podișului Getic, la îngemănarea acestuia spre nord cu o largă zonă intracolinară și de depresiuni, suind către Subcarpații Olteniei. Având în vecinătatea sa vestică și nord-vestică depresiunile Bujorăscu, Ciuperceni, Tismana (străbătută de pârâul Jilțul Mare), comuna Mătăsari e așezat intracolinar, între dealurile Bohorel (Boorel), Miculești, Bujorăscu și Strâmba-Vulcan, alcătuit fiind din satul de reședință și din satele Brădet, Brădețel, Runcurel și Croici. Este o zonă cu aspect colinar, cu o variație de altitudine între 200 și 390 m.

## Relieful și solul
Comuna Mătăsari se află într-o depresiune subcarpatică față de „Subcarpații getici” din nord-estul acestei regiuni, dintre râurile Motru și Gilort-Olteț, învecinată cu alte depresiuni, cum sunt depresiunea Celei-Tismana, Padeș-Motru și în chiar marginea a ceea ce s-ar putea numi depresiunea Bujorăscului, acolo unde aceasta e impusă de vârfurile de lance ale luncilor dinspre miazăzi. Triunghiul format din localitățile Mătăsari-Motru-Ciuperceni este, din punct de vedere geologic, rezultatul unor formațiuni și straturi străvechi din epocile geologice de după eocen-miocen,adică pliocen-pleistocen, cu statornicire în cuaternar. Zona unde se află Comuna Mătăsari e o zonă în același timp colinară, subcolinară și de depresiune plată, cu un climat propice diverselor culturi, solul prezentând un puternic orizont argilos. Depozitele de roci ale zonei prezintă mai ales argile și nisipuri argiloase, nisipuri curate și marne, unde se găsesc puternice stratificări de lignit, iar către suprafață apărând, uneori în aflorimente (până la al doilea Război Mondial), cărbunele numit aici „sigă”.

## Rețeaua hidrografică
Apele din zona localităților Mătăsariului străbat șiragurile colinare ale Podișului Getic, relief format din depozite structurate orizontal, monoclinat, cu straturi de lignit și pungi de petrol și gaze.
Apele Motrului și Jilțului străbat vecinătățile de vest și est ale așezării Mătăsari și împart dealurile în Dealurile Motrului,către Motru și Jiu și dealurile drenate de Jilț și afluenții săi (Jilțurile) din dealul Bujorăscu și mai din amonte.
În general, rețeaua hidrografică a acestei zone e tributară râului Jiu. apa Tismanei, prin canalizare, se varsa și ea în Jiu precum Jilțul, în apropiere de satul Borăscu, la sud de Mătăsari.
Apele freatice din zona Jilț au adâncimi mici, de până la 3m, ca și în zona imediat depresionară subcarpatică.Locuitorii se foloseau de această pânză freatică prin puțuri și fântâni, „bunare”.

## Demografie
Componența etnică a comunei Mătăsari
     Români (94,4%)
     Alte etnii (0,09%)
     Necunoscută (5,52%)
Componența confesională a comunei Mătăsari
     Ortodocși (91,48%)
     Penticostali (1,09%)
     Alte religii (1,68%)
     Necunoscută (5,75%)
Conform recensământului efectuat în 2021, populația comunei Mătăsari se ridică la 4.694 de locuitori, în scădere față de recensământul anterior din 2011, când fuseseră înregistrați 5.027 de locuitori. Majoritatea locuitorilor sunt români (94,4%), iar pentru 5,52% nu se cunoaște apartenența etnică. Din punct de vedere confesional, majoritatea locuitorilor sunt ortodocși (91,48%), cu o minoritate de penticostali (1,09%), iar pentru 5,75% nu se cunoaște apartenența confesională.

## Istorie
La sfârșitul secolului al XIX-lea, comuna făcea parte din plasa Văilor a județului Mehedinți și era alcătuită din satele Mătăsari de Jos (reședința), Mătăsari de Sus și Croici, cu o populație de 1300 de locuitori. În comună funcționa o școală mixtă frecventată de 35 de elevi și două biserici. La acea vreme, pe teritoriul actual al comunei, funcționau în aceiași plasă comunele Runcurel și Brădet. Comuna Runcurel era alcătuită doar din satul de reședință cu același nume, având o populație de 700 de locuitori. În comună funcționa o școală mixtă și o biserică, iar comuna Brădet era alcătuită din satele Brădețul de Jos, Brădețul de Sus și Obârșia, cu o populație de 794 de locuitori. În comună funcționa trei biserici.
În 1925, comuna Runcurel a fost desființată și inclusă în comuna Brădet. Anuarul Socec consemnează comunele Mătăsari și Brădet, în plasa Motrul de Sus din același județ. Comuna Mătăsari avea o populație de 1394 de locuitori (în satele Mătăsarii de Sus, Mătăsarii de Jos și Croici), iar comuna Brădet, avea o populație de 1359 de locuitori (în satele Brădet și Runcurel). În 1931, satele Mătăsarii de Sus și Mătăsarii de Jos se contopesc pentru a forma satul Mătăsari, ce devine reședința comunei cu același nume.
În anul 1950, comunele au fost arondate raionului Strehaia a regiunii Gorj, raion care doi ani mai târziu a fost arondat regiunii Craiova, și apoi (după 1960), regiunii Oltenia. În timp, comuna Brădet a fost desființată, iar satele ei au fost incluse în comuna Mătăsari, iar în anul 1968, comuna a fost transferată județului Gorj, în structura actuală.

## Monumente istorice

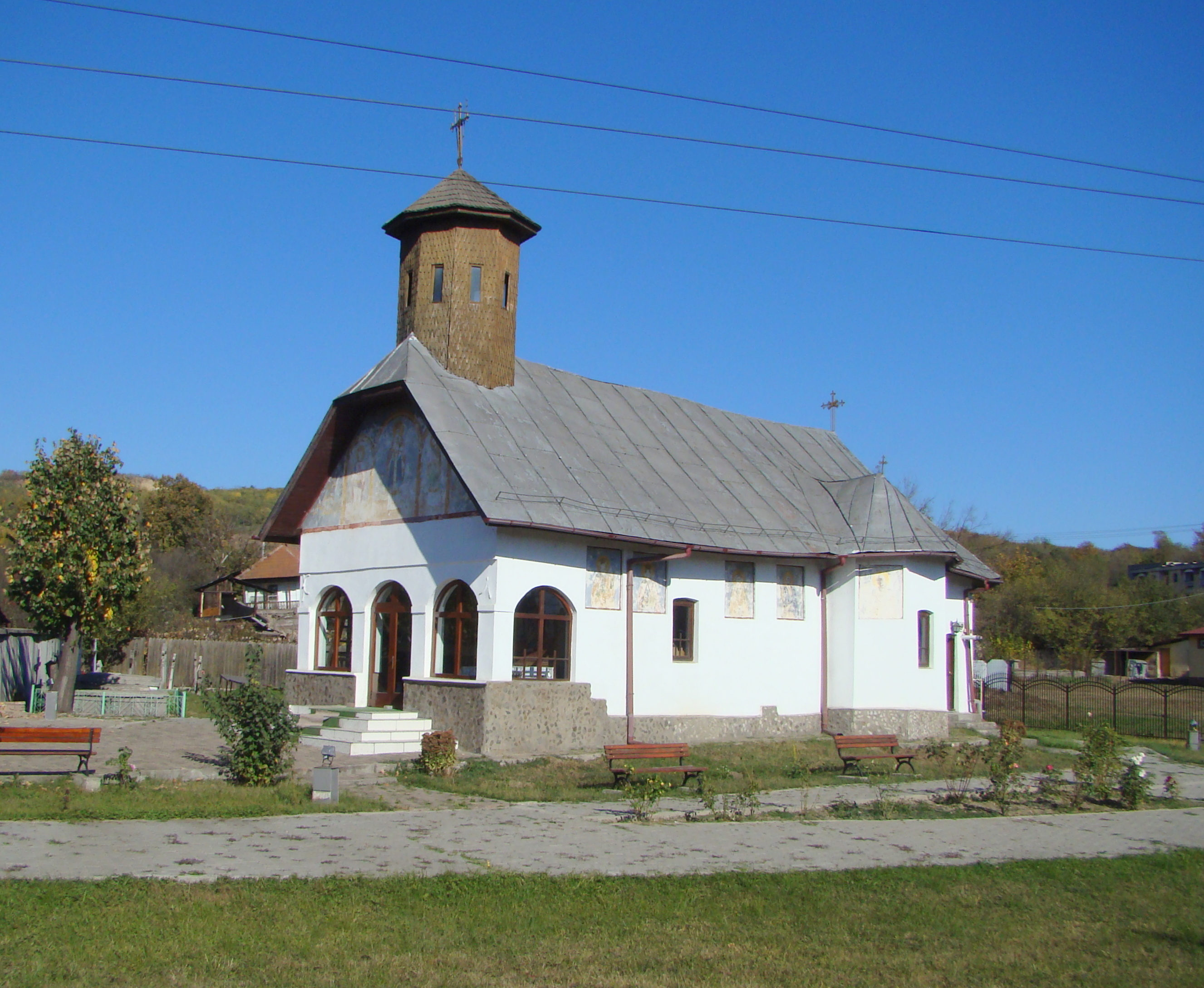
Biserica de lemn din Mătăsari, unul dintre monumentele istorice de interes local din comuna Mătăsari

Trei monumente istorice din comuna Mătăsari sunt incluse în lista monumentelor istorice din județul Gorj, două în satul Runcurel, și una în satul Mătăsari. Primele două ce se află în satul Runcurel, sunt: Biserica de lemn „Sfântul Ioan Botezătorul” (1836) și Casa - culă Eftimie Nicolaescu (sec. XIX). Ultimul monument istoric aflat în satul Mătăsari, este Biserica de lemn din Mătăsari cu hramul Sfântului Nicolae (1897).

## Politică și administrație
Comuna Mătăsari este administrată de un primar și un consiliu local compus din 13 consilieri. Primarul, Gheorghe Gașpăr[*], de la Partidul Social Democrat, este în funcție din 2000. Începând cu alegerile locale din 2024, consiliul local are următoarea componență pe partide politice:
|  | Partid                          | Consilieri | Componența Consiliului | Componența Consiliului | Componența Consiliului | Componența Consiliului | Componența Consiliului |
|  | ------------------------------- | ---------- | ---------------------- | ---------------------- | ---------------------- | ---------------------- | ---------------------- |
|  | Partidul Social Democrat        | 5          |                        |                        |                        |                        |                        |
|  | Alianța Dreapta Unită           | 3          |                        |                        |                        |                        |                        |
|  | Partidul Național Liberal       | 3          |                        |                        |                        |                        |                        |
|  | Alianța pentru Unirea Românilor | 2          |                        |                        |                        |                        |                        |

## Personalități
- Aurel Marcu, Erou Sublocotenent P.M , decedat in Afganistan pe campul de lupta

Aurel Marcu a fost de origine din comuna Mătăsaru, jud. Dâmbovița, nu din Mătăsari, Gorj.

## Vezi și
- Biserica de lemn din Mătăsari

## Imagini

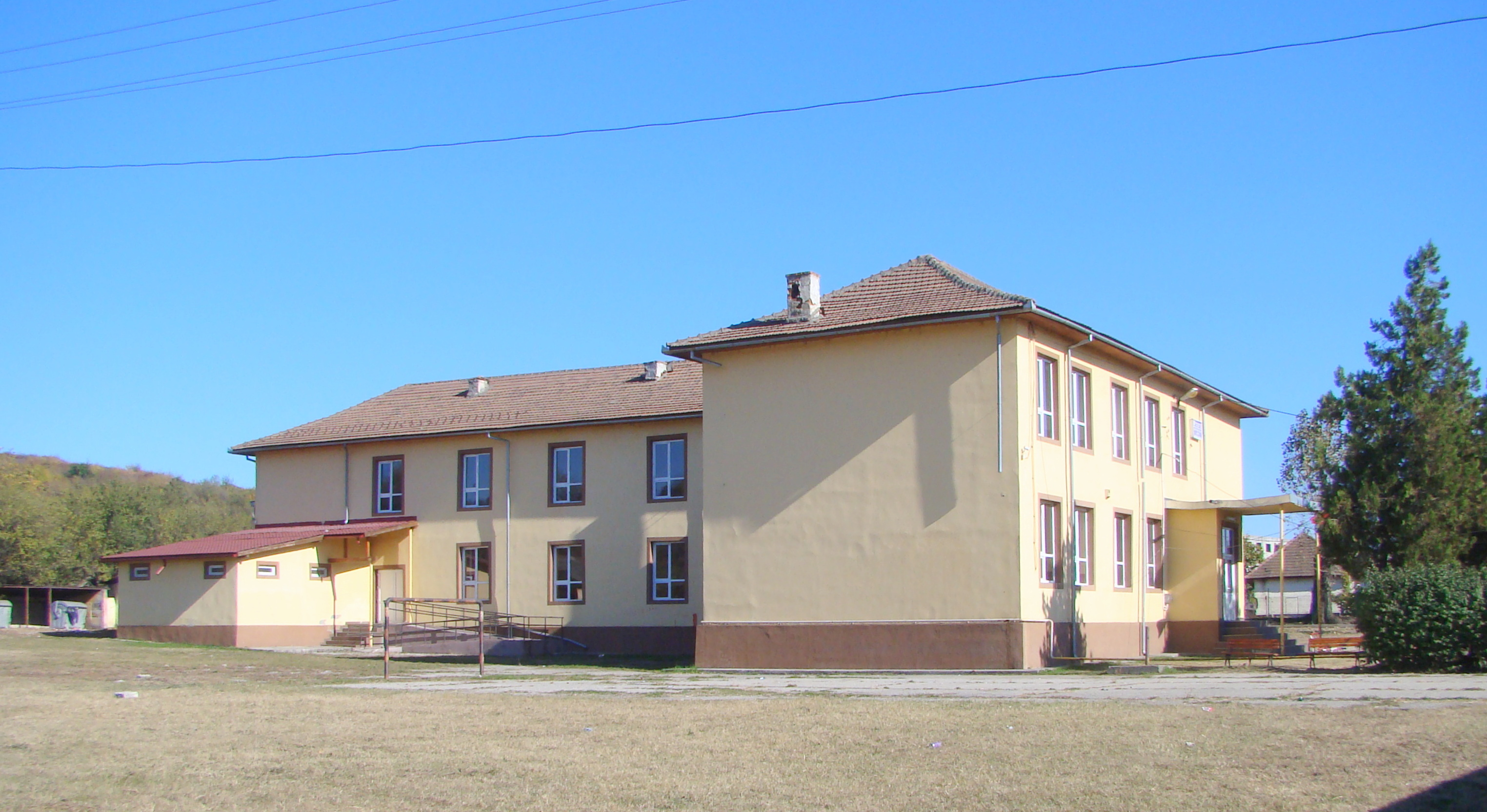
Școala
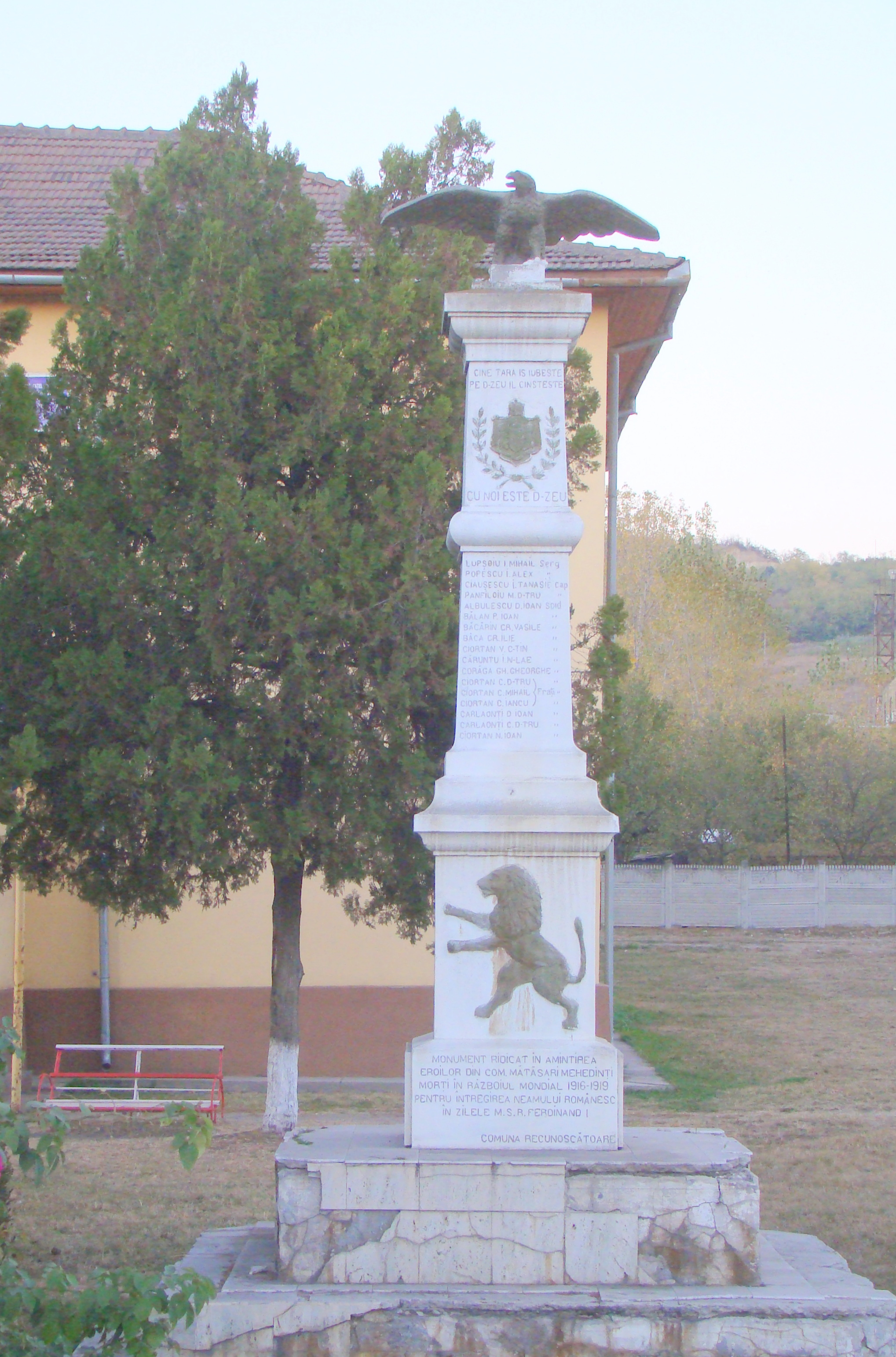
Monumentul erolior
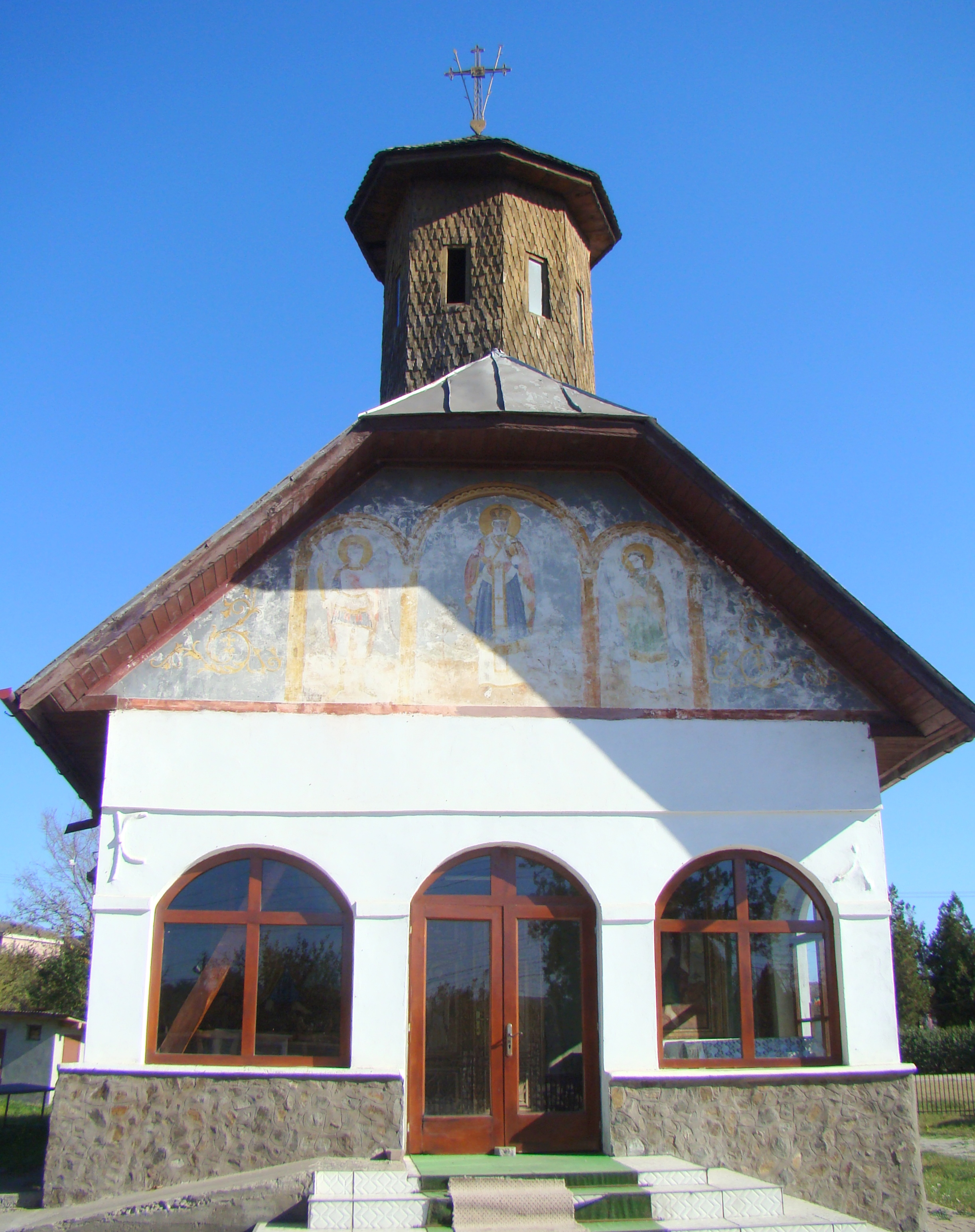
Biserica de lemn (monument istoric)
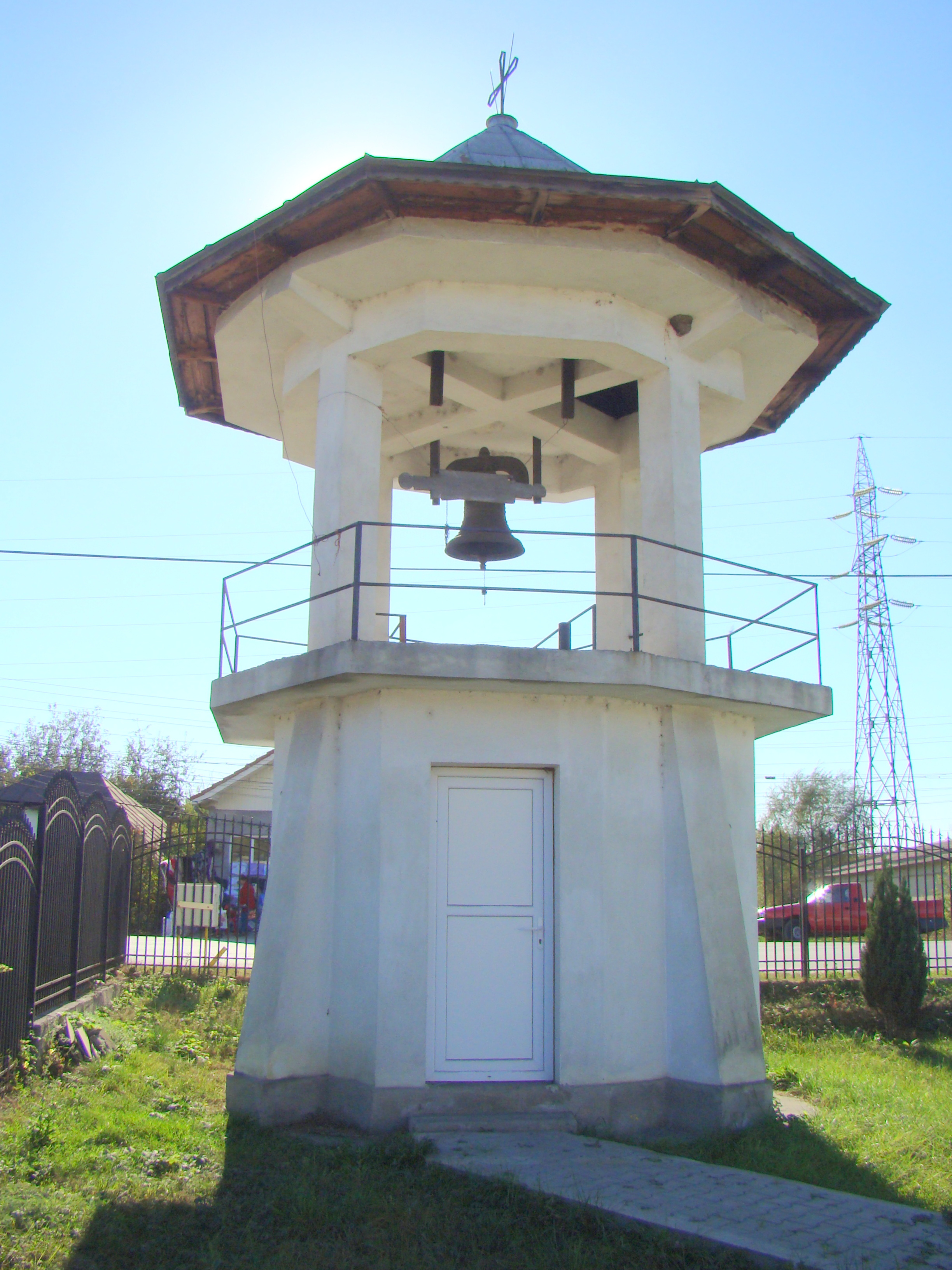
Clopotniţa bisericii de lemn
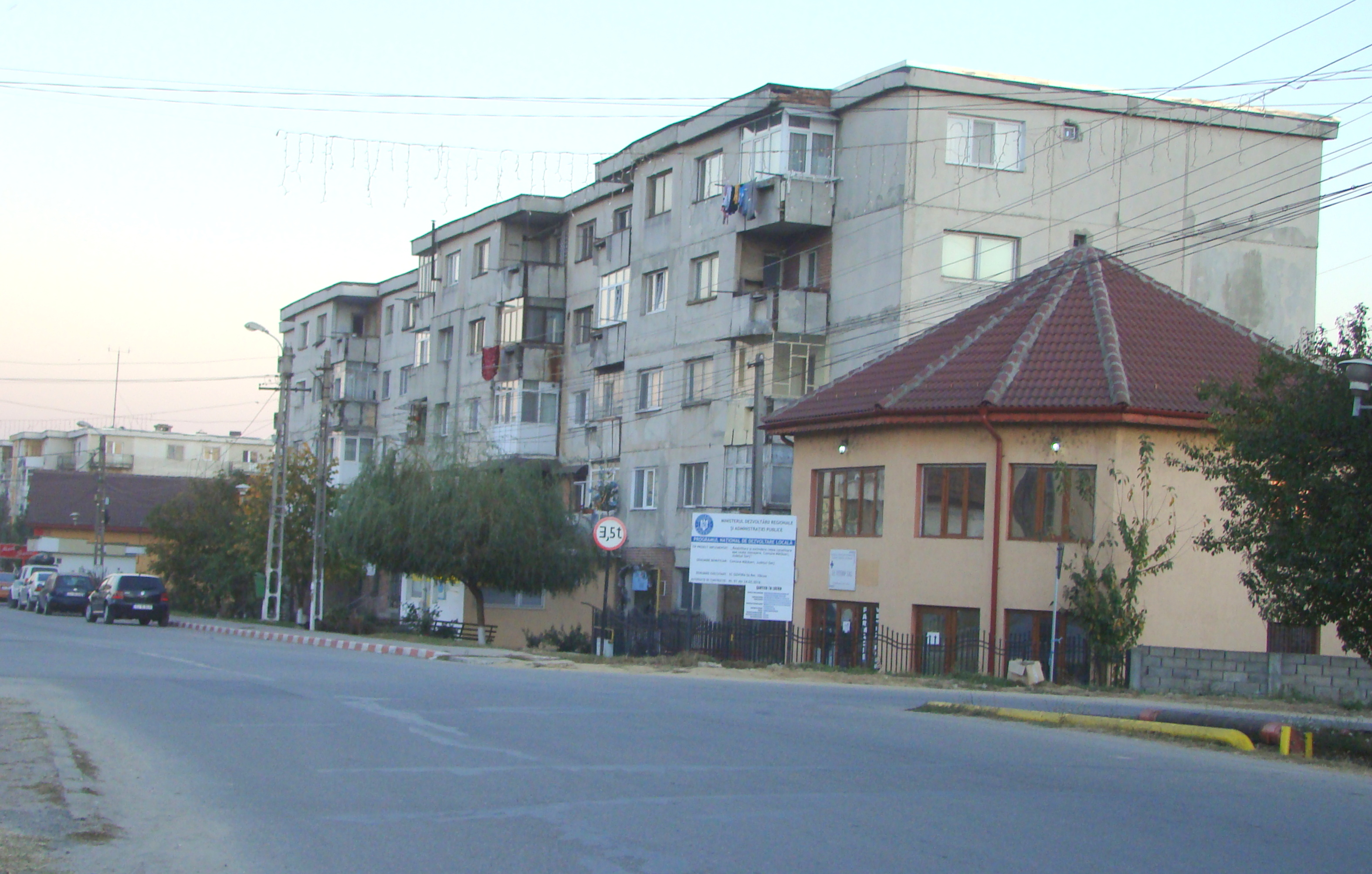